# Capitales históricas de Armenia
En este artículo se recoge, en forma de tabla, una lista de las capitales históricas de Armenia. De las doce ciudades que fueron en algún momento capitales nacionales —muchas solamente en la actualidad sitios arqueológicos— siete pertenecen ahora a Turquía.

## Capitales históricas de Armenia
| #      | Años                    | Ciudad                               | Localización actual     | País actual | Periodo                                                                                  |
| ------ | ----------------------- | ------------------------------------ | ----------------------- | ----------- | ---------------------------------------------------------------------------------------- |
| 1      | 850a.c-820a.c           | Malazgirt                            | Provincia de Mus        | Turquía     | Urartu                                                                                   |
| 2      | 820a.c-600a.c           | Tushpa                               | Van (ciudad)            | Turquía     | Urartu                                                                                   |
| 3      | 331–210 a. C.           | Armavir                              | Provincia de Armavir    | Armenia     | Dinastía Orontida                                                                        |
| 4      | 210-176 a. C.           | Yervandashat                         | Provincia de Iğdır      | Turquía     | Dinastía Orontida y dinastía artáxida                                                    |
| 5      | 176-77 a. C.            | Artaxata (Artashat) (primer periodo) | Provincia de Ararat     | Armenia     | Dinastía artáxida                                                                        |
| 6      | 77–69 a. C.             | Tigranocerta (Tigranakert)           | Provincia de Diyarbakır | Turquía     | Dinastía artáxida                                                                        |
| 7(bis) | 69 a. C.-120 d. C.      | Artaxata (Artashat) (2.º periodo)    | Provincia de Ararat     | Armenia     | Dinastía artáxida                                                                        |
| 8      | 120–330                 | Vagharshapat (luego Echmiadzin)      | Provincia de Armavir    | Armenia     | Dinastía arsácida de Armenia                                                             |
| 9      | 336–428                 | Dvin                                 | Provincia de Ararat     | Armenia     | Dinastía arsácida de Armenia                                                             |
| 10     | 885–890                 | Bagaran                              | Provincia de Kars       | Turquía     | Reino de la Armenia bagrátida                                                            |
| 11     | 890–929                 | Shirakavan                           | Provincia de Kars       | Turquía     | Reino de la Armenia bagrátida                                                            |
| 12     | 929–961                 | Kars                                 | Provincia de Kars       | Turquía     | Reino de la Armenia bagrátida                                                            |
| 13     | 961–1045                | Ani                                  | Provincia de Kars       | Turquía     | Reino de la Armenia bagrátida                                                            |
| 14     | 1080–1375               | Sis                                  | Provincia de Adana      | Turquía     | Reino Armenio de Cilicia                                                                 |
| 15     | 1918–1920 1991-presente | Ereván                               | Ereván                  | Armenia     | República Democrática de Armenia (1918-1920) (Tercera) República de Armenia (desde 1991) |